# Hans-Ulrich Schmied

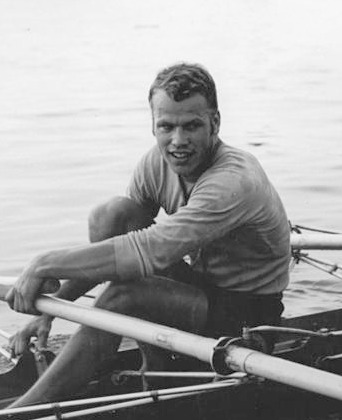
Hans-Ulrich Schmied nach dem Sieg bei den DDR-Meisterschaften 1970

Hans-Ulrich Schmied (* 23. Februar 1947 in Meißen) ist ein ehemaliger Ruderer aus der DDR. 1974 wurde er Weltmeister im Doppelzweier.

## Leben
Hans-Ulrich Schmied hatte als Brustschwimmer begonnen und nach seinem Wechsel zum Rudersport war er zeitweise sowohl im Skull als auch im Riemenrudern aktiv. Nachdem er sich endgültig für die Skullboote entschieden hatte, gewann er 1968 bei den DDR-Meisterschaften im Einer. Bei den Olympischen Spielen 1968 trat er zusammen mit Manfred Haake im Doppelzweier an und belegte den fünften Platz. Zusammen mit Joachim Böhmer belegte Schmied bei den Ruder-Weltmeisterschaften 1970 den zweiten Platz. Zwei Jahre später erhielten die beiden bei den Olympischen Spielen 1972 in München die Bronzemedaille. Nachdem Schmied mit Böhmer 1970 und 1971 DDR-Meister geworden war, konnte er 1973 und 1974 den Titel mit Christof Kreuziger errudern. Kreuziger und Schmied siegten 1973 bei den Europameisterschaften und 1974 bei den Weltmeisterschaften. Bei den Olympischen Spielen 1976 trat Schmied mit Jürgen Bertow an und erhielt erneut die Bronzemedaille. 1977 gewann Schmied zusammen mit Rüdiger Reiche seinen fünften DDR-Meistertitel im Doppelzweier. Bei den Weltmeisterschaften 1977 erhielten die beiden die Silbermedaille. Schmied ruderte während seiner Karriere für den SC Berlin-Grünau. 1971, 1974 und 1976 wurde er mit dem Vaterländischen Verdienstorden in Bronze ausgezeichnet.
Schmied hatte nach einer Lehre als Betonbauer ein Studium als Tiefbau-Ingenieur aufgenommen. Als Diplom-Ingenieur war er als wissenschaftlicher Mitarbeiter beim Staatssekretariat für Körperkultur und Sport tätig. Nach der Wende wechselte er in ein Berliner Architektenbüro.